# Troglodillo emarginatus
Troglodillo emarginatus is een pissebed uit de familie Armadillidae. De wetenschappelijke naam van de soort is voor het eerst geldig gepubliceerd in 1937 door Jackson.